# Crenichthys nevadae
El goodeido primavera del valle de Railroad (Crenichthys nevadae), es un raro pez de la familia goodeidos, distribuido por la Gran Cuenca al oeste de América del Norte, que se ha encontrado en apenas siete manantiales termales en el valle de Railroad del condado de Nye (Nevada, Estados Unidos).

## Morfología
El cuerpo es ahusado, sobre todo hacia delante, la cabeza es casi tan ancha como profunda. Cada lateral tiene patrones distintivos de manchas oscuras, con una línea pálida en el medio. Carece de aletas pélvicas, la aleta anal es grande, con 13 radios. La aleta dorsal está muy atrás en el cuerpo, justo encima de la aleta anal, y es algo más pequeña que la misma con 12 radios.

## Biología y hábitat
Éste pez primavera es omnívoro, con alimento de origen animal que representa 2/3 o más de su consumo durante el verano, que consiste principalmente de gasterópodos, Otra parte de su dieta consiste en algas filamentosas; la longitud de su intestino sugiere que se trata más bien de un pez omnívoro. Las temperaturas del agua de su hábitat suelen ser altas, por lo que esta especie necesita obtener la mayor parte de su energía mediante el consumo de alimentos de origen animal.
Los manantiales de agua caliente en la que estos peces se encuentran están en un rango de temperatura entre 25 °C a 39 °C.
Aunque el Goodeido del valle no está en peligro de extinción, su rango tan limitado lo hace vulnerable a la competencia de especies introducidas, así como a las modificaciones del hábitat. Por ejemplo, casi desaparece en algunos de los ríos en que habitaba en la década de 1980 por la introducción del bagre americano. El goodeido primavera ha sido introducido en varios ríos del condado de Mineral (Nevada).